# Brian & Lucifer... y Kev
Brian & Lucifer... y Kev es un cortometraje de una comedia de fantasía que mezcla acción real con animación. Fue dirigida por Ana Torres-Alvarez y producida por The Ale & Quail Club Films, con guion de Steven Griffiths y con protagonistas británicos, suecos y españoles, narra la historia de Kev, un estudiante que es testigo de un crimen y las consecuencias que esto tiene.
Rodadas las escenas de acción real en Londres y Granada, y la animación creada en Málaga, su rodaje comenzó por 2005 como corto de acción real y se terminó en julio de 2010, como corto de animación mientras se ultimaba la preparación del primer largo de la directora. Se trata de un cortometraje que no sólo no ha recibido ningún tipo de subvención, sino que su costo total equivale a dos pizzas que se comió el equipo cuando se rodó la persecución y las escenas del final. Está filmado en DV y con el antiguo formato de 4:3 y tiene un punto de homenaje a Michael Jackson, en el aspecto físico de los dos personajes principales.
De momento ha sido exhibido en Estados Unidos (Fargo, Wisconsin, Minneapolis, Seattle, Chicago y Houston), Reino Unido (Brighton y Londres), España (Barcelona, Madrid, Aguadulce, Aguilar de Campoo, Alcalá de Henares, Fuengirola y Sevilla), Chile (Providencia-Santiago y Valparaíso), Perú (Cusco), Colombia (San Agustín), Argentina (Rosario y Florencio Varela)), Brasil (Toledo), Italia (Salerno), Canadá (Ontario y Saguenay), Francia (Clermont-Ferrand), Alemania (Karlsruhe y Berlín), Turquía (Ankara), Francia (Annecy) y Austria (Ebensee).
Es uno de los veinte cortometrajes incluidos en el Catálogo de Obras Audiovisuales de Andalucía 2010 que ha estado o estará presente en los festivales y Mercados internacionales de MIPCOM, MIPTV, MIPDOC del Festival de Cannes, European Film Market y Co-Production Market del Festival de Cine de Berlín, MIFA y Bienal de Cine Español en Annecy (Francia), CITV de Pekín, Spain TV Expo de Miami, Discop en Budapest, NATPE en Las Vegas, Featuring the Asia-Pacific Entertainment TIFFCOM, Muestra del Cortometraje Andaluz en el marco del Festival de Cine de Martil (Marruecos), el Foro Transpirenaico de Coproducción en el Festival de San Sebastián y muestras y eventos nacionales tan destacados como el Festival Internacional de San Sebastián, Festival de Cine Español de Málaga, Málaga Markets, Festival Cines del Sur de Granada, Muestra Cinematográfica del Atlántico Alcances, Festival Internacional de Animación, Animacor; Sevilla Festival de Cine Europeo, Festival de Cine Iberoamericano de Huelva, Forumtech, Mostra de Valencia y I Edición de la Feria de Industrias Culturales Andaluzas (FICA) en Sevilla.
Hasta el momento, ha sido seleccionado en más de treinta festivales y ha ganado dos premios en España y Estados Unidos, Finalista en la Muestra de Cine de Fuengirola y ganador de REMI Award en el 44th Annual WorldFest- Houston International Film Festival.

## Sinopsis
Kev, un estudiante, ha sido testigo de algo no muy agradable y va a morir por ello pero las sorpresas no van a acabar para Kev ni tras su muerte.

## Reparto
| Personaje    | Actor                  |
| ------------ | ---------------------- |
| Kev (vivo)   | Henry Douthwaite       |
| La asesina   | Clara Andersson        |
| Kev (muerto) | Pablo Fortes           |
| Lucifer      | Mar Torres             |
| Brian        | Mar Torres             |
| Kev (niño)   | Pablo del Campo Torres |
| Vecino       | Javier del Campo       |
| Jeff         | Oliver Wallace         |

## Premios y menciones
- Finalista en la Primera Muestra de Cine de Fuengirola, Fuengirola (España).
- Ganador del Bronze REMI Award Original Dramatic en el 44th Annual WorldFest -Houston International Film Festival, Houston, Texas (Estados Unidos).

## Festivales
- Fifth Annual Central Wisconsin Film Festival. Stevens Point, Wisconsin (Estados Unidos).
- Mobile Independent Green Cinema, Brighton, Reino Unido.
- Fargo Fantastic Film Festival, Fargo, Dakota del Norte (Estados Unidos).
- XXII Marató de Cinema Fantàstic i de Terror de Sants, Sants, Barcelona (España).
- IV Edición Festival Internacional de Cortometrajes "A lo Cortico", Madrid (España).
- 2010 Minneapolis Underground Film Festival, Minneapolis, Minnesota (Estados Unidos).
- VII Festival Internacional de Cinema Solidario KO Digital, San Sadurní de Noya, Barcelona (España).
- III Festival de Cine B. Providencia, Santiago (Chile).
- 8th Annual Blue November MicroFilmFest. Seattle, Washington (Estados Unidos).
- VII Festival Internacional de Cortometrajes del Cusco, FENACO, Cusco (Perú).
- III Muestra Nacional e Internacional de Cine "Miradas al Cine por Mujeres", Valparaíso (Chile).
- II Festival de Cine y Video de San Agustín, San Agustín (Colombia).
- Festival Itinerante "Hecho X Mujeres", Rosario (Argentina).
- VI Mostra Internacional de Curtas-Metragens da Unioeste, Toledo (Brasil).
- 64 Edizione del Festival Internazionale del Cinema di Salerno, Salerno (Italia).
- Have a Laugh. Comedy Shorts Fundraiser, Ontario (Canadá).
- III Certamen Nacional de Video Posivideo, Aguadulce, Almería (España).
- XXII Festival de cortometrajes Aguilar de Campoo, Sección Mercacort, Aguilar de Campoo, Palencia (España).
- II Certamen Internacional de Cortometrajes Roberto Di Chiara de 2010 en Florencio Varela (Argentina).
- 26 Marché International du Court Métrage, Clermont-Ferrand (Francia).
- Alcine 40, Shortlatino, Alcalá de Henares (España).
- 27th Chicago Latino Film Festival, Chicago (Estados Unidos).
- XI Independent Days Low & No-Budget Film Festival, Karlsruhe (Alemania).
- European Film Market, Berlín (Alemania).
- The International Second Hand Short Film Festival, Ankara (Turquía).
- 1ª Muestra de Cine de Fuengirola, Fuengirola (España).
- Marché du Court Métrage au Saguenay, Saguenay (Canadá).
- VII Muestra del Audiovisual Andaluz (2011-2012), Sevilla (España).
- MIFA. Mercado Internacional de Películas de Animación, Annecy (Francia).
- Portobello Film Festival, Londres (Reino Unido).
- The Witches of Whitewater Film Festival, Whitewater, Wisconsin (USA).
- 39th Festival of Nations, Ebensee (Austria).
- MIPCOM 2011, Cannes (Francia).
- VII Muestra del Audiovisual Andaluz (2012-2013), Málaga (España).
- Visualízame, Festival Audiovisual y Mujer, Almería (España).